# 比爾·歐文斯
比爾·歐文斯（英語： Bill Owens；1949年1月20日—）是美国的一位政治人物。比爾·歐文斯在2013年至2015年擔任紐約州第21選區的美國眾議院議員。他的黨籍是民主黨。2014年1月14日，他宣布在2014年的選舉中不會尋求連任。